# هيديمي أنزاي
هيديمي أنزاي (باليابانية: 安西英美) هي مؤدية أصوات يابانية.

## الأعمال

### أنمي
- قصة الأخوات الفقراء
- البؤساء
- ماروكو الصغيرة
- ون بيس

## روابط خارجية
- هيديمي أنزاي على موقع IMDb (الإنجليزية)
- هيديمي أنزاي على موقع ANN person (الإنجليزية)